# Стефані Лаббе
Стефані Лаббе (англ. Stephanie Labbé, 10 жовтня 1986) — канадська футболістка, олімпійська медалістка. Воротар футбольного клубу «Вашингтон Спіріт» та національної збірної Канади.

## Ігрова кар'єра
Футбольну кар'єру розпочала в 2005 виступами за футбольну команду Університету Коннектикуту, в складі якого провела чотири сезони.
У 2009 укладає контракт з шведським клубом «Пітео», за три сезони провела 37 матчів в основному складі.
З 2012 по 2014 виступала в складі іншого шведського клубу «Еребру».
8 лютого 2016 Стефані підписала контракт з клубом «Вашингтон Спіріт», який виступає в Національній жіночий футбольній лізі. Лаббе встановила клубний рекорд п'ять сухих матчів з восьми зіграних у сезоні 2016 року.

## Збірна
У складі національної збірної Канади дебютувала 27 липня 2008, в другому таймі в матчі проти збірної Сінгапуру (8–0).
Через травму основного голкіпера Ерін Маклеод Стефані стала основним воротарем на Олімпійському турнірі 2016, що відбувся в Ріо-де-Жанейро.

## Титули і досягнення
Канада
- Бронзова призерка Олімпійських ігор (1): 2016.

## Особисте життя
Лаббе підтримує стосунки з Джорджією Сіммерлінг з 2016 року.